# パガニーニの奇想曲による練習曲
『パガニーニの奇想曲による練習曲』（ドイツ語: Studien nach Capricen von Paganini ）作品3は、ロベルト・シューマンが1832年に作曲した作品。シューマンが作曲した二つの練習曲集のなかの一つである（もう一つは『パガニーニの奇想曲による６つの演奏会用練習曲』作品10）。
二つの練習曲集はシューマンの練習曲に対する問題意識やパガニーニに対するシューマンの捉え方を具体的に表した作品でもある。シューマンは練習曲に言及した批評家でもあり、またその当時多々あった練習曲を独自の見解で分類表にまとめ、近代的なピアノ練習法の確立に大いに貢献したのであった。

## 経緯
シューマンは早くからパガニーニに強い関心があり、1830年4月にフランクフルトで彼は初めてヴァイオリンの鬼才パガニーニの演奏を聴くことになる。シューマンはこの時の様子を日記でこのように述べている。「芸術の理想へのパガニーニの疑念、偉大で高貴で厳かな芸術の平穏さの欠如」。彼は「技巧性を偏重し、芸術性が犠牲になる」というものに否定的だった。しかし、ピアノ曲に編曲に至った経緯をこのように説明している。「彼の作曲、ことにこの練習曲の原作になったヴァイオリンのカプリスは、徹頭徹尾まれにみる新鮮で軽快な着想から生まれたもので、おびただしい金剛石を含んでいる」。シューマンはこの奇想曲の豊かさを認め、躍動的な楽想に創作意欲を得たのは確かである。

## 編曲の過程
シューマンは編曲にあたってピアノ演奏技巧や表現の点で苦労したと思われる。このことについて『パガニーニの奇想曲による6つの演奏会用練習曲』（作品10）の批評で「以前に出版された『パガニーニによる練習曲』(作品3)では、私はなるべく原作の一音一音を写しとり、ただ和声の組み立てだけにすることにした。」と述べている。編曲に対しシューマンは、晩年のバッハの無伴奏ヴァイオリンやチェロの作品のピアノ伴奏付けの編曲でもそうであったように、原作を自由に改作することには慎重だった。
編曲においてシューマンは、パガニーニの奇想曲の全曲を編曲したわけではない。作品3では原作の第5曲、第9曲、第11曲、第13曲、第16曲、第19曲が取り上げられた。編曲にあたってシューマンは、ハインリヒ・ドルンからの助けを得ている。シューマンはドルンに1831年7月から1832年4月の復活祭までの短期間、フーガや対位法などの作曲や創作の基本を学んでいた。そしてドルンがライプツィヒを離れることになった際、シューマンは彼に対して惜別の手紙をしたためている。そこには「再び貴方とカノンの勉強をする希望を捨ててはいないことを告白します……パガニーニのカプリスをピアノ用に編曲するのにあなたの手助けがなくてたいへん困りました。低音部の扱いにしばしば自信がもてなかったのです。」などと記していることから、シューマンがドルンに対して強い信頼があったとともに、彼にとって非常に大きな存在だったことが分かる。

## リストの編曲との比較
ヴァイオリンの鬼才パガニーニの登場は多くの作曲家に影響を与えた。今日有名な『パガニーニによる大練習曲』を作ったフランツ・リストもその一人である。リストはこの練習曲を1838年に編曲しているが、それは1832年に編曲したシューマンの練習曲に刺激を受けていたのは確かであろう。ただ、リストが取り上げたカプリスはシューマンの編曲とは重複があまりない。また、リストの練習曲集の第3曲にはシューマンが作曲を中断した、パガニーニのヴァイオリン協奏曲第2番の第3楽章に基づく「ラ・カンパネラ」が収められている（シューマンが編曲した6曲とパガニーニの原曲との対照は「構成」の節にて扱う）。シューマンの練習曲とリストの編曲で共通に取り上げられたカプリスは、シューマンの第1曲とリストの第1曲（原作の第5曲）、シューマンの第2曲とリストの第5曲（原作の第9曲）のみである。ただ、両者の練習曲を比較すると、互いの目指していた道の相違点について考察する上でいい材料となるだろう。

## 構成
シューマンは序文に「ピアノの性格と機構に適した編曲を行い、可能な限りオリジナルに忠実であることを旨とした」と記すとともに、演奏技巧に関する注記も掲載している
以下
- 第○曲 演奏記号 〔パガニーニの『24の奇想曲』の第●曲からの編曲〕
調性、拍子
解説

と記載することにする。
- 第1曲 Agitato 〔原曲 第5曲〕
イ短調、4分の4拍子。
リストも第1曲にはパガニーニの第5曲を置いている。シューマンは原曲を崩すことなく、序奏の華麗な分散和音の部分と中間部のアジタートの部分で左手のパートを付加している。一方リストは、序奏の部分には大きく違いはないが中間部分が大きく異なる。リストはこの部分に奇想曲の第6番を組み合わせて、全く対照的な効果を挙げている[5]。
- 第2曲 Allegretto 〔原曲 第9曲〕
ホ長調、4分の2拍子。
リストの第5曲と一致。第2曲は両者の音楽観の相違をはっきり示していると言える。リストは原曲において示されていた多彩な楽器の音色や情景表現を、強弱法や音域などによって巧みに描き出そうとしているのに対し、シューマンはあくまでもピアノ音楽の表現として発想している[7]。
- 第3曲 Andante 〔原曲 第11曲〕
ハ長調、4分の3拍子。
シューマンは柔和な印象の原曲を、あたかも作品集の一曲のように抒情的なイメージにしている[8]。
- 第4曲 Allegro 〔原曲 第13曲〕
変ロ長調、8分の6拍子。
- 第5曲 Lento, Allegro assai 〔原曲 第19曲〕
変ホ長調、4分の4拍子。
第4曲、第5曲ともに原曲を尊重し加筆を抑え、忠実にピアノの編曲へと移し替えている。それに加え、パガニーニの元来の表現のニュアンスを最大限ピアノにおいて生かされているようにしている。またヴィルトゥオーソを誇示することを避けている。このようにシューマンは、ピアノ音楽的な伴奏音型や私的な情緒を尊重したのであった[8]。
- 第6曲 Allegro molto 〔原曲 第16曲〕
ト短調、4分の3拍子。
シューマンが最も重視したのは、このフィナーレの第6曲であると言える。彼は1832年6月の日記でこのように述べている。「パガニーニのト短調の美しいカプリス。一昨日、私はある心象風景をみた。それはぞっとするような印象を与える。魔法の服を身にまとったパガニーニ、忙殺された女性、踊る骸骨、そして通り過ぎる磁石のような霧の精」。この第6曲を他の作品と比べると、遥かにシューマンは自身の楽想を取り込んでいる。パガニーニの原曲は第6曲の左手部分に表れており、それにシューマンは右手部分を大胆に組み合わせている[9]。